# Erlebniszentrum Naturgewalten Sylt

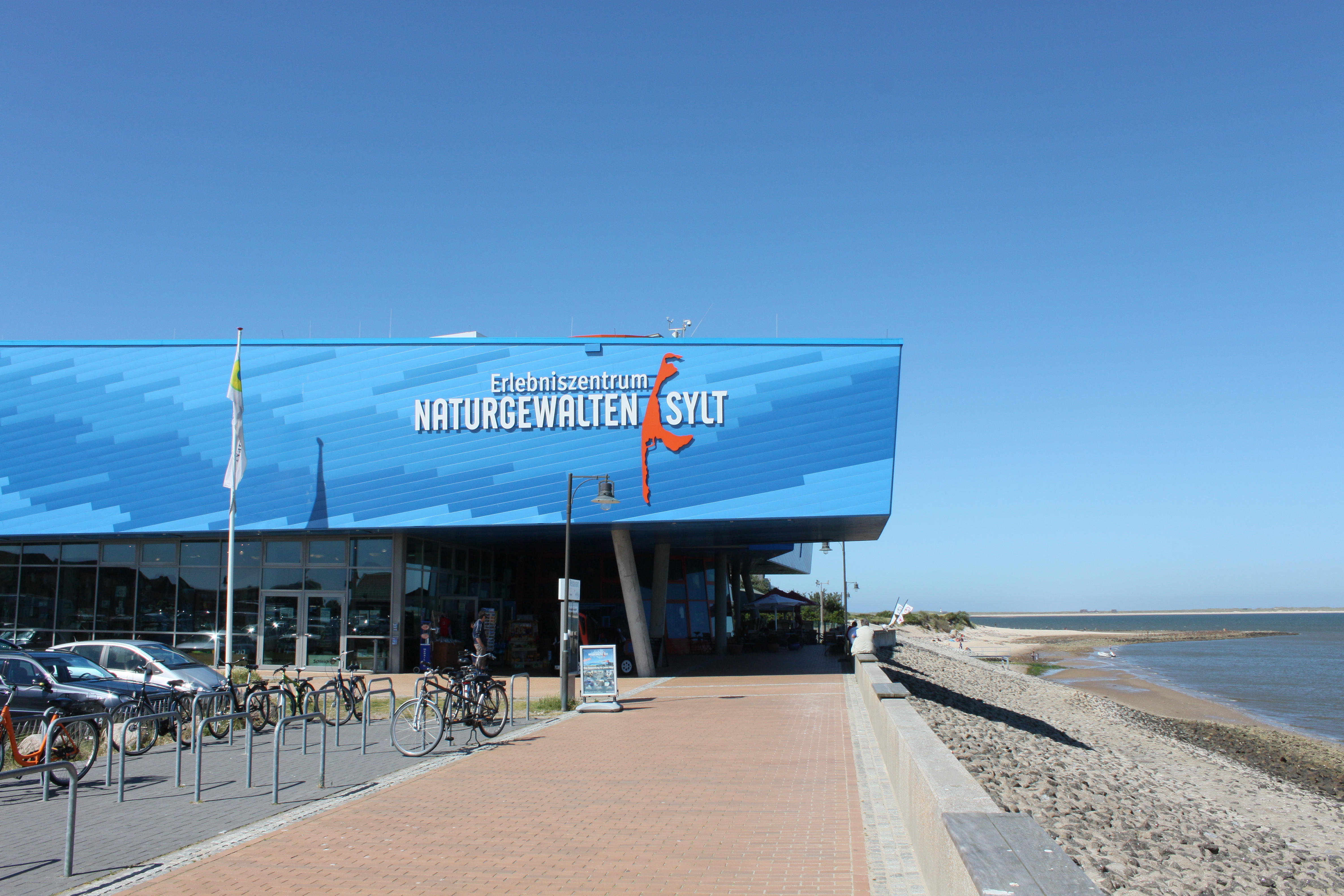
Erlebniszentrum Naturgewalten Sylt

Das Erlebniszentrum Naturgewalten Sylt ist ein Ausstellungs- und Veranstaltungszentrum in List auf Sylt, das die Vielfalt, Schönheit und Dynamik der Meere und Küsten sowie das Erleben von Naturgewalten darstellen und vermitteln möchte.
Im Erlebniszentrum Naturgewalten Sylt führt eine Ausstellung auf 1500 Quadratmetern in verschiedene Erlebnisräume des Wattenmeeres ein. Darüber hinaus informiert die Ausstellung über Wetterereignisse, Küstenschutz und erneuerbare Energien. Die 800 Quadratmeter des Außenbereichs sind mit einem zur Thematik passenden Spielplatz belegt. Ein Gastrobereich ist an die Ausstellung angeschlossen.
In dem Zentrum finden auch Tagungen und Seminare zu Naturschutzthemen statt. Partner des Zentrums sind der Heimatverein Söl'ring Foriining e.V. und die Gemeinde List auf Sylt sowie die Naturschutzorganisationen NABU, Naturschutzgemeinschaft Sylt e.V., Naturschutzgesellschaft Schutzstation Wattenmeer e.V., WWF Deutschland und der Internationale Tierschutz-Fonds. Daneben unterstützen das Landesamt für den Nationalpark Schleswig-Holsteinisches Wattenmeer, die DGzRS, das Alfred-Wegener-Institut, der Landschaftszweckverband Sylt, die evangelisch-lutherische Kirchengemeinde List und die Michael-Otto-Stiftung das Zentrum.
Am 27. April 2022 wurde im Erlebniszentrum der neue "Syltdome", ein 360-Grad-Kino, von dem Staatssekretär Thilo Rohlfs eröffnet.